# CM-200
La CM-200 es una carretera autonómica de primer orden de la Red de Carreteras de la Junta de Comunidades de Castilla-La Mancha (España) que transcurre entre Villamayor de Santiago (Cuenca) y la N-320 por la finca del Berral (Fuentelencina, Guadalajara).
Durante todo su recorrido consta de una sola calzada, con un carril para cada sentido de circulación y atraviesa las localidades de Pozorrubio de Santiago, Horcajo de Santiago, Fuente de Pedro Naharro, Tarancón y Barajas de Melo en la provincia de Cuenca, y Albalate de Zorita, Almonacid de Zorita, Pastrana y Fuentelencina en la provincia de Guadalajara.